# N28 (Togo)
Die N28 ist eine Fernstraße in Togo, die in Dapaong an der Ausfahrt der N1 beginnt und in Ponio an der Grenze nach Benin endet. Sie ist 57 Kilometer lang.